# Cracked Brain
Cracked Brain är thrash metal-bandet Destructions fjärde studioalbum, det första utan Marcel "Schmier" Schirmer som sångare och det enda med Andre Grieder. Trots detta anses skivan fortfarande som en del i den officiella diskografin, medan de resterande 90-talssläppen (Destruction, Them Not Me, The Least Successfull Human Cannonball) numera anses inofficiella av bandet själva.

## Låtlista
1. Cracked Brain -03:36
2. Frustrated -03:32
3. S.E.D -03:32
4. Time Must End -05:56
5. My Sharona (The Knack cover) -03:10
6. Rippin' You Off Blind -05:28
7. Die a Day Before You're Born -04:20
8. No Need to Justify -04:49
9. When Your Mind Was Free -04:38